# And The Winner Is Love
And The Winner is Love (chino simplificado: 月上重火; pinyin: Yue Shang Chong Huo), es una serie de televisión china transmitida del 28 de mayo del 2020 hasta el 19 de junio del 2020, a través de iQiyi.
La serie está basada en la novela "And The Winner is Love" (月上重火) de Junzi Yize (君子以泽).

## Sinopsis[2]
Chong Xuezhi, es la joven maestra del Palacio Chonghuo, quien después de dejar su hogar para tener la oportunidad de experimentar el mundo, conoce a Shang Guantou, el joven elegante pero imponente maestro del valle de Yueshang. Durante su viaje, Xuezhi, descubre que injustamente ha sido expulsada del palacio después de que el preciado manual de artes marciales conocido como las "Nueve Técnicas del Dios del Loto" (inglés: "Nine Techniques of the Lotus God") había sido robado, por lo que decide localizarlo con la ayuda de Guantou, para limpiar su nombre y regresar el manual donde pertenece.
Después de pasar por varias pruebas y sufrimientos, ambos una vez compañeros de viaje comienzan a enamorarse y finalmente se profesan su amor mutuo, por lo que se casan. Cuando descubren que la persona responsable del robo, ya ha dominado la técnica de las artes marciales y está causando estragos en Jianghu, la pareja comienza a investigar.
Cuando descubren que el responsable es, Mu Yuan, el antiguo guardián del Palacio Chonghuo, una poderosa y sangrienta batalla se inicia.

## Reparto

### Personajes principales
| Actor                | Personaje     | N.º de episodios | Notas |
| -------------------- | ------------- | ---------------- | --- |
| Luo Yunxi            | Shangguan Tou | 48               | Es el joven maestro del valle de Yueshang y un ladrón. |
| Chen Yuqi            | Chong Xuezhi  | 48               | Es la joven señora del palacio de Chonghuo, quien en su curiosidad por experimentar el mundo pugilista conoce al joven maestro Shangguan Tou, de quien se enamora |
| Zou Tingwei          | Mu Yuan       | -                | Es el guardián del Palacio Chonghuo y el responsable de robar su preciado manual de artes marciales. Está enamorado de la joven señora del palacio, Chong Xuezhi. |
| Tian Yitong (田一彤) | Lin Fengzi    | -                | Es la joven señora del Lingjian Mountain Manor. Está enamorada de Shangguan Tou, sin embargo él no está interesado.                                               |

### Personajes secundarios
| Actor                  | Personaje       | N.º de episodios | Notas |
| ---------------------- | --------------- | ---------------- | ----- |
| Zhao Wenhao (赵文浩)   | Xia Xingmei     | -                |       |
| Bao Tianqi (鲍天琦)    | Shangguan Zheng | -                |       |
| Li Zonghan (李宗翰)    | Zhong Ye        | -                |       |
| Quan Peilun (权沛伦)   | Xue Lie         | -                |       |
| Chang Chunkit (张竣杰) | -               | -                |       |
| Li Baoer (李宝儿)      | -               | -                |       |
| Han Ye (韩烨)          | -               | -                |       |
| 俞馨妍                 | -               | -                |       |

## Episodios
La serie está conformada por 50 episodios, los cuales fueron emitidos todos los jueves, viernes, sábado y domingos.

## Producción
La serie fue dirigida por Hou Shu-pui (Sam Ho, 何澍培), quien contó con los guionistas Liu Xiaoxi (刘小溪) y Sun Ying (孙莹).
Mientras que la producción estuvo a cargo de Chen Sanjun (陈三俊) y Luo Junhui (罗君辉) y el departamento de arte estuvo bajo las manos de Shao Changyong (邵昌勇).
La serie comenzó sus filmaciones en abril del 2019.
También contó con el apoyo de las compañías de producción "Ningbo Film & TV", "Perfect World Pictures" y "SongLiao Automobile".